# 宮尾たか志
宮尾 たか志（みやお たかし、1927年9月7日 - 1985年9月28日）は、漫談家、歌手の司会者。本名は宮尾正。

## 人物
東京府浅草出身。落語家の3代目柳家つばめの次男。その縁で幼少から寄席通いをする。中学校卒業と同時に2代目桂小文治に入門して桂小燕を名乗る。2年程高座を勤めたものの、二つ目昇進間近になった1948年より司会業に転身して美空ひばり、三波春夫や鉄砲光三郎等といった歌手の専属司会で活躍、傍ら1958年からは東宝名人会で漫談として舞台に立つ。
弟子には宮尾すすむ、堺ひとし等がいる。

## エピソード
- 父の弟子だった橘流寄席文字家元の橘右近はたか志をおんぶし寄席通いしたりと世話をした。

## 出演番組

### 演芸.歌謡番組
- スターメロディー（KRテレビ（現・TBS））
- ミツワ歌のプレゼント（TBS）
- 歌の祭典（TBS）
- テイチク歌のビッグショー（フジテレビ）
- 春の歌まつり（TBS）
- 笑点 (日本テレビ) 1982年7月4日
- 鉄砲光三郎アワー(サンテレビ、1983年)

### テレビドラマ
- S・Hは恋のイニシァル（1969年、TBS）